# Хроника Холодной войны (1979 год)
Хронология Холодной войны
- 1943
- 1944
- 1945
- 1946
- 1947
- 1948
- 1949
- 1950
- 1951
- 1952
- 1953
- 1954
- 1955
- 1956
- 1957
- 1958
- 1959
- 1960
- 1961
- 1962
- 1963
- 1964
- 1965
- 1966
- 1967
- 1968
- 1969
- 1970
- 1971
- 1972
- 1973
- 1974
- 1975
- 1976
- 1977
- 1978
- 1979
- 1980
- 1981
- 1982
- 1983
- 1984
- 1985
- 1986
- 1987
- 1988
- 1989
- 1990
- 1991

- 1 января: Соединённые Штаты и Китай нормализуют дипломатические отношения.
- 7 января: Вьетнамская армия свергает режим красных кхмеров в Камбодже и устанавливает там провьетнамское и просоветское правительство.
- 16 января: Иранская революция свергает прозападного шаха, Мохаммеда Реза Пехлеви и устанавливает теократию под руководством аятоллы Рухоллы Хомейни. СЕНТО распускается.
- 17 февраля: Китайско-вьетнамская война. Китай предпринимает неудачную карательную акцию против Вьетнама, чтобы наказать Вьетнам за вторжение в Камбоджу.
- 22 февраля: Сент-Люсия становится независимой от Великобритании.
- 13 марта: Новое движение ДЖУЭЛ приходит к власти в результате государственного переворота на Гренаде.
- 11 апреля: Угандийско-Танзанийская война заканчивается победой Танзании и падением Кампалы. Президент Уганды Иди Амин свергнут, что позволяет Национальному фронту освобождения Уганды захватить власть в стране.
- 4 мая: Маргарет Тэтчер избрана премьер-министром Соединённого Королевства, став первой женщиной, которая возглавила крупную западную демократию.
- 9 мая: В Сальвадоре начинается война между повстанцами, возглавляемыми марксистами, и поддерживаемым США правительством.
- 2 июня: Папа Иоанн Павел II начинает свой первый пастырский визит на свою родину, в Польшу.
- 18 июня: Президент США Джимми Картер и советский лидер Леонид Брежнев подписывают соглашение SALT II, сформулированы ограничения и руководящие принципы для нераспространения ядерного оружия.
- 3 июля: Президент США Джимми Картер подписывает первую директиву о финансовой помощи противникам просоветского режима в Афганистане.
- 16 июля: Саддам Хусейн становится президентом Ирака после того, как Ахмед Хасан аль-Бакр уходит в отставку.
- 17 июля: Сандинисты, возглавляемые марксистами, свергают поддерживаемую США диктатуру Анастасио Сомосы в Никарагуа. Вскоре после этого начинается сопротивление Контрас.
- 3 августа: Президент Экваториальной Гвинеи Франциско Масиас Нгема был свергнут переворотом во главе с Теодоро Обианг Нгема Мбасого.
- Сентябрь: Нур Мохаммед Тараки, марксистский президент Афганистана, убит в результате дворцового переворота. Пост президента занят премьер-министром Хафизуллой Амином.
- 4 ноября: Иранские студенты захватывают американское посольство в поддержку иранской революции. Кризис с заложниками в Иране продолжается до 20 января 1981 года.
- 20 ноября — 4 декабря: Джухайман аль-Отайби и его последователи захватили Великую мечеть в Мекке, Саудовская Аравия.
- 21 ноября: В Исламабаде, Пакистан, в результате массовых беспорядков сожжено посольство США в Пакистане.
- 8 декабря: Декабрьская амнистия в Индонезии. На свободу в один день выходят 2045 политзаключённых коммуниста, осужденных по делу коммунистического путча 1965 года. Это самая крупная единовременная амнистия противникам действующего режима Сухарто.
- 12 декабря: Решение о Двойном пути НАТО предлагает взаимные ограничения по баллистическими ракетам, в случае разногласий НАТО обещает развернуть больше ядерных ракет средней дальности в Западной Европе.
- 21 декабря: Война в Родезии заканчивается подписанием соглашения в Ланкастере. Зимбабве предоставляется независимость от Великобритании.
- 24 декабря: Советский Союз вводит войска в Афганистан, 27 декабря в результате советской военной операции был ликвидирован президент страны Хафизулла Амин, начинается полномасштабная советская война в Афганистане и как результат окончание периода разрядки. В мусульманском мире начинаются повсеместные протесты и масштабные антисоветские волнения.